# 필록테테스

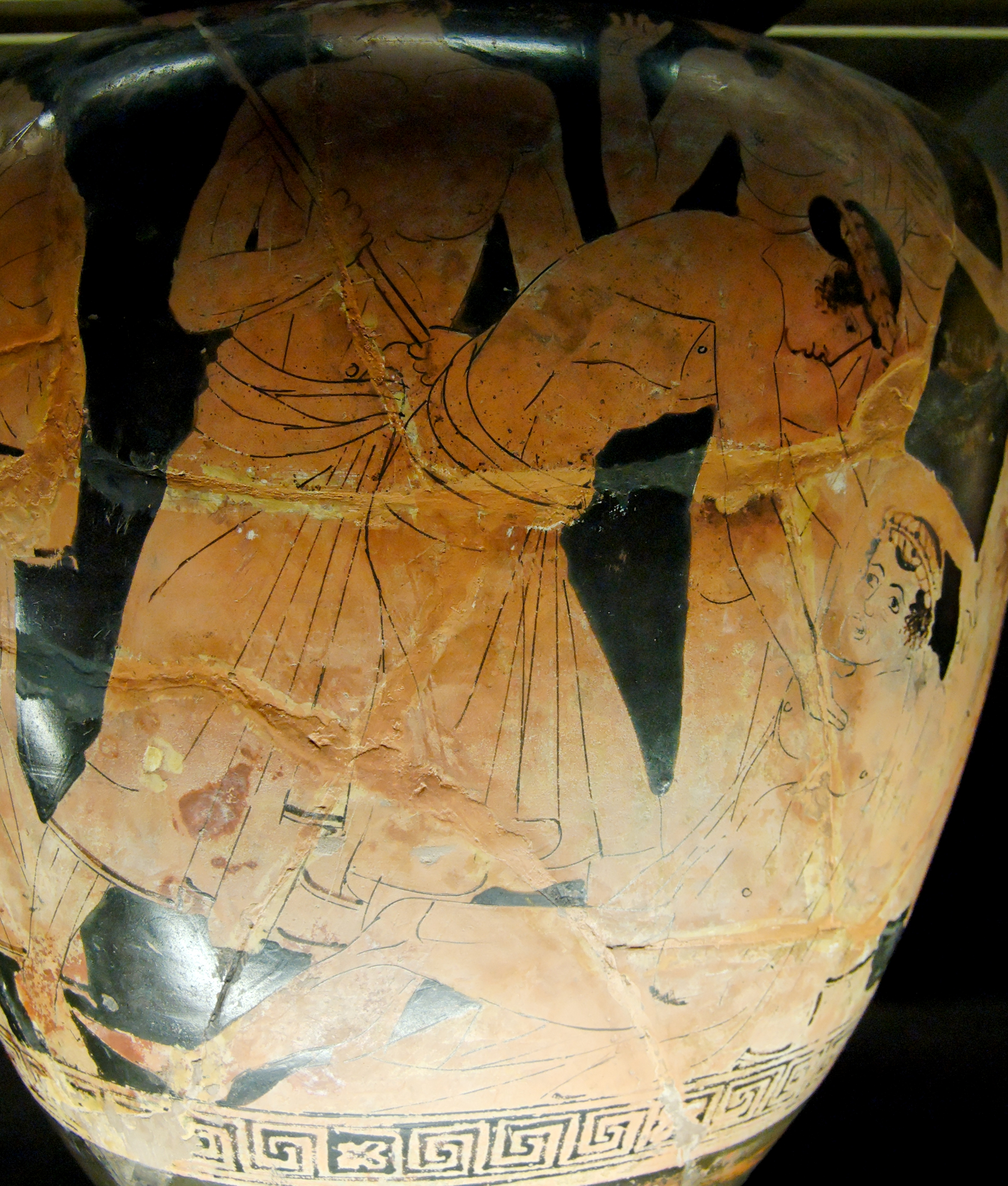
렘노스 섬에 버려지는 필록테테스.

필록테테스(그리스어: Φιλοκτήτης)는 그리스 신화의 영웅들 중에 한 명으로 테살리아의 멜리보이아의 왕이었다. 그는 활의 명수였다.

## 전설

### 헤라클레스의 화살
필록테테스는 테살리아의 멜리보이아 왕 포이아스의 아들이었다. 헤라클레스가 네소스의 겉옷을 입고 괴로워 할 때 스스로 장작더미를 올려 화장을 하려고 했는데 전설에 따르면 아무도 감히 그 화장 장작더미에 불을 놓으려 하지 않았다. 이때 필록테테스 (다른 정승에는 그의 아버지 포이아스)가 용감히 불을 놓아 헤라클레스의 장례를 치렀고 이 때문에 그는 헤라클레스의 활과 휘드라의 독이 묻은 화살을 가지게 되었다고 한다.
필록테테스는 헬레네의 구혼자 중에 한 사람으로 트로이아 전쟁이 발발하자 그리스 연합군의 일원으로 멜리보이아의 군대를 50명의 사공이 모는 배 일곱척에 나누어 타고 트로이아 원정에 참가했다. 그러나 트로이아로 오는 도중에 그는 부상을 당해 다른 그리스 장군들에 의해 렘노스에 버려지게 되는데 여기에는 서로 다른 전승이 전해진다.
일설에는 헤라클레스를 도와 준 사실에 앙심을 품은 여신 헤라가 보낸 물뱀에 물려서 부상당해 버려졌다고도 하며 다른 설에는 헤라클레스의 유해가 있는 장소에 갔다가 부상당했다고도 한다. 어쨌거나 그는 다른 그리스 장군들에 의해 (특히 오디세우스) 렘노스 섬에 10년간 홀로 남겨져있었고 그의 부대는 오일레우스의 서자인 메돈이 대신 지휘했다.

### 필록테테스의 소환
트로이아 전쟁이 10년간 지지부진하게 끌게 되었는데 그리스 군은 프리아모스의 예언자 아들 헬레노스를 고문하여 그리스군이 전쟁에 승리할 비결을 물었다. 헬레누스는 그리스가 전쟁에서 승리하려면 헤라클레스의 화살과 활이 있어야 한다고 예언했다. 이에 오디세우스와 몇몇 그리스 장군은 렘노스 섬으로 가서 활과 화살을 가져오려 했는데 놀랍게도 필록테테스가 아직 살아있는 것을 발견했다.
그리스 군에서는 필록테테스를 데려올것이냐 말것이냐를 가지고 논쟁이 있었다. 오디세우스는 활과 화살만 가져오자고 제안했고 디오메데스는 필록테테스도 함께 데려와야 한다고 주장했다. 결국 그리스 군은 아스클레피오스의 두 아들 마카온과 포달레이오스를 시켜 필록테테스를 치료하게 했고 필록테테스는 완전히 치료되어서 그리스 진영에 합류했다.
필록테테스는 화살을 쏘아 파리스를 죽였고 나중에 트로이 목마에도 타고 있었다. 트로이를 함락할 때는 많은 트로이 진영의 장수를 죽이는 공을 세웠다.

### 죽음
필록테테스는 트로이아 전쟁이 끝나고 멜리보이아로 돌아왔는데 이미 반란이 일어나 왕위를 빼앗겼다. 그는 이탈리아의 칼라브리아 지방으로 발길을 돌려 그곳에서 여러 도시를 세웠고 시칠리아의 그리스 인들을 도왔다. 그는 이탈리아에서 죽었고 거기서 묻혔다.

## 예술작품속 필록테테스
- 고전 그리스 비극 : 필록테테스를 소재로 한 그리스 비극이 여러편 있었던 것으로 전해지는데 현재 남아있는 것은 소포클레스의 〈필록테테스〉뿐이다. 에우리피데스와 아이스킬로스의 희곡은 전해지지 않는다.

- 현대극 : 앙드레 지드도 필록테테스의 전설을 바탕으로 희곡 Philoctète 을 썼고 동독의 포스트모더니즘 드라마 작가 하이네 뮐러는 소포클레스의 필록테테스를 현대극으로 만들어 큰 성공을 거두었다.

- 디즈니 애니메이션 헤라클레스 (1997년 영화)에서는 필록테테스가 헤라클레스를 가르치는 사튀로스로 나온다. 이는 케이론을 모방한 것으로 목소리는 데니 드 비토가 연기했다.